# David Crosby
David Van Cortlandt Crosby (Los Angeles, 14 de agosto de 1941 — 18 de janeiro de 2023) foi um guitarrista, cantor, compositor e produtor dos Estados Unidos. Além de sua carreira solo, também foi conhecido por ter sido um dos fundadores das bandas The Byrds, Crosby, Stills & Nash e Crosby, Stills, Nash & Young e CPR.

## Carreira
Crosby se juntou aos Byrds em 1964. Eles tiveram seu primeiro hit número um em abril de 1965 com um cover de "Mr. Tambourine Man" de Bob Dylan. Crosby apareceu nos primeiros cinco álbuns dos Byrds e produziu a formação original álbum de reunião de 1973. Ele posteriormente formou Crosby, Stills & Nash em 1968 com Stephen Stills e Graham Nash.
Após o lançamento de seu álbum de estreia, CSN ganhou o Grammy Award for Best New Artist de 1969. Neil Young juntou-se ao grupo para apresentações ao vivo, seu segundo show foi Woodstock, antes de gravar seu segundo álbum Déjà Vu. Pensado para ser um grupo que poderia colaborar livremente, Crosby & Nash gravou três álbuns de ouro na década de 1970, enquanto o trio principal da CSN permaneceu ativo de 1976 até 2016. As reuniões de Crosby, Stills, Nash & Young (CSNY) ocorreram lugar em cada década desde a década de 1970 até a década de 2000.
As canções que Crosby escreveu ou co-escreveu incluem "Lady Friend", "Everybody's Been Burned", "Why" e "Eight Miles High" com o Byrds e "Guinnevere", "Wooden Ships", "Shadow Captain" e "In My Dreams" com Crosby, Stills & Nash. Ele escreveu "Almost Cut My Hair" e a faixa-título "Déjà Vu" para o álbum de 1970 do CSNY com o mesmo nome. Ele é conhecido por ter empregado afinações alternativas de guitarra e influências do jazz. Ele lançou seis álbuns solo, cinco dos quais nas paradas. Além disso, ele formou um trio influenciado pelo jazz com seu filho James Raymond e o guitarrista Jeff Pevar em CPR. O trabalho de Crosby com os Byrds e CSNY vendeu mais de 35 milhões de álbuns.
Foi introduzido ao Rock and Roll Hall of Fame por seu trabalho tanto nos Byrds quanto no Crosby, Stills & Nash.
Crosby morreu em 18 de janeiro de 2023, aos 81 anos de idade após um longo período doente segundo a família.

## Discografia

### Álbuns solo
- If I Could Only Remember My Name (1971)
- Oh Yes I Can (1989)
- Thousand Roads (1993)
- It's All Coming Back To Me Now... (1995)
- King Biscuit Flower Hour (1996)
- Live (2000)
- Déjà Vu (ao vivo) (2002)
- Greatest Hits Live (2003)
- Voyage Box Set (2006)
- Croz (2014)

## Publicações
- David Crosby; David Bender (2000). Stand and Be Counted: A Revealing History of Our Times Through the Eyes of the Artists Who Helped Change Our World. [S.l.]: HarperOne
- David Crosby; Carl Gottlieb (2005). Long Time Gone: The Autobiography of David Crosby. [S.l.]: Da Capo Press. ISBN 0-306-81406-4
- David Crosby; Carl Gottlieb (2007). Since Then: How I Survived Everything and Lived to Tell About It. [S.l.]: Berkeley